# Plaça del Gra (Figueres)
Plaça del Gra és una plaça de la vila i municipi de Figueres (Alt Empordà) protegida com a bé cultural d'interès local.

## Descripció
Plaça situada a l'extrem de l'eixample. Va ser un nou espai públic per a mercat, formant conjunt amb les places de l'ajuntament i del Grà Antiga. Es troba definida implícitament en els projectes militars per la ciutat, en forma d'espai quadrat tocant a la sortida de la futura carretera de Roses. Limitada per dos camins existents i per dos vials derivats de l'eixample de la zona de l'hospital. Pel seu emplaçament marginal no es va definir una proposta arquitectònica per a l'entorn, tot i que es va limitar l'alçada dels edificis a dos pisos. 1886-87 Puig i Sagués realitza l'actual estructura de cobriment en ferro, fusta i teules canviant només la llanterna central que el projecte preveia esfèrica i es va realitzar piramidal. Es tracta d'una estructura simple, però dotada d'una gran harmonia, que configura un espai singular. Les seves 36 columnes de ferro suporten un cobert a quatre aigües, amb entramat de fusta i teula àrab.

## Història
- 1886. Proposta de cobriment de la plaça pels ciutadans Macau, Roca i Andrés que es comprometen a aportar 6000 pessetes per les hores, pressupostades finalment per Puig i Sagués en 18.773. Així mateix, Mariano Villalonga va regalar el ferro per les 36 columnes de suport.[1]
- Dècada dels 1960. Realització del Certamen de la Moda, amb Ball de Saló a la nit durant les fires i festes de la Santa Creu.[1]